# Vanessa Villela
Vanessa Quiñones Romo, de son nom d'artiste Vanessa Villela, est une actrice mexicaine née le 28 janvier 1978 à Mexico. Elle est surtout connue pour avoir jouée dans les télénovelas Le Corps du désir (El cuerpo del deseo) en 2005-2006, Una maid en Manhattan en 2011-2012 et dans En otra piel en 2014 sur Telemundo.

## Filmographie

### Telenovelas
- 1991-1992 : Muchachitas (Televisa) : Andrea
- 1992-1993 : Mágica juventud (Televisa) : Alicia Talamonti Cuadrado
- 1997 : Amada enemiga (Televisa) : Sara
- 1998 : Gotita de amor (Televisa) : Naida
- 1999 : Romántica obsesión (TV Azteca) : Leticia
- 2000 : Ellas, inocentes o culpables (TV Azteca) : Cristina
- 2000-2001 : El amor no es como lo pintan (TV Azteca) : Cynthia Rico
- 2002-2003 : Súbete a mi moto (TV Azteca) : Renata Toledo
- 2003 : Un nuevo amor (TV Azteca) : Karina
- 2005 - 2006 : Le corps du désir (El cuerpo del deseo) (Telemundo) : Ángela Donoso
- 2006 - 2007 : Amores de mercado (Telemundo) : Mónica Savater / Raquel Savater
- 2010-2011 : Eva Luna (Venevisión) : Victoria Arizmendi
- 2011 - 2012 : Una maid en Manhattan (Telemundo) : Sara Montero
- 2014 : En otra piel (Telemundo) : Elena Serrano
- 2016 - 2017 : El señor de los cielos (Telemundo) : Emiliana Contreras †

### Séries télévisées
- 2005 : Decisiones
- 2005 : Enemigo en casa
- 2001 : Lo que callamos las mujeres
- 1997 : Mujer, casos de la vida real
- 1982 - 1985 : Chiquilladas

### Films
- 2005 : Tres : Jacinda

## Théâtre
- 2002 : El protagonista